# David Svensson
Karl David Svensson (Falkenberg, 9 aprile 1984) è un ex calciatore svedese, di ruolo centrocampista.

## Carriera
Nato e cresciuto a Falkenberg ha esordito in prima squadra nel 2000, all'età di 16 anni, con il club che all'epoca militava in terza serie nazionale.
È rimasto in giallobianco anche negli anni a seguire, raggiungendo insieme alla squadra la promozione in Superettan (al termine del campionato 2002) e in Allsvenskan (2013), quest'ultima conquistata con la fascia di capitano.
La sua militanza al Falkenberg lo ha portato ad essere, a partire dal 17 maggio 2013, il giocatore con più presenze nella storia del club.
Dopo 18 stagioni trascorse con il Falkenberg, si è ritirato dal calcio giocato alla fine del campionato di Superettan 2017 ma è rimasto nel club con un ruolo di collaboratore, con mansioni legate alla responsabilità sociale d'impresa.